# Bulbophyllum pantoblepharon
Bulbophyllum pantoblepharon é uma espécie de orquídea (família Orchidaceae) pertencente ao gênero Bulbophyllum. Foi descrita por Schltr. em 1924.